# 118554 Reedtimmer
118554 Reedtimmer è un asteroide della fascia principale. Scoperto nel 2000, presenta un'orbita caratterizzata da un semiasse maggiore pari a 2,2389285 au e da un'eccentricità di 0,0981713, inclinata di 5,15367° rispetto all'eclittica.